# Aeroportul Spirit of St. Louis
Aeroportul Spirit of St. Louis (IATA: SUS, ICAO: KSUS, FAA LID: SUS) este un aeroport din Chesterfield⁠(d), Comitatul St. Louis, Missouri, Missouri, Statele Unite ale Americii. Aeroportul a fost tranzitat în 2019 de 3.436 de pasageri. A fost numit după Spirit of St. Louis.
Situat la o altitudine de 141 m, aeroportul dispune de 2 piste.

## Infrastructură

### Piste
Aeroportul dispune de 2 piste. Pista 8L/26R are suprafața de asfalt și dimensiunile 5.000 picioare × 75 picioare. Pista 8R/26L are suprafața de beton și dimensiunile 7.485 picioare × 150 picioare. 